# Kostel svatého Jana Křtitele v Oboře
Kostel svatého Jana Křtitele v Oboře, bývalé osadě za hranicí Malé Strany v Praze, se nacházel na místě domu čp. 322/III ve Šporkově ulici.

## Historie
Původně zde bývalo pohřebiště, na kterém byla ve 12. století založena svatyně. Nejstarší rotunda měla zdi z opukových kvádrů a vnitřní průměr lodi 5,20 metru při síle zdiva 1,02 metru. Apsida se sílou zdiva 1,2 metru měla průměr 3,7 metru. Podlaha byla pokryta plochými pískovcovými kameny. Vstupní portál rotundy byl na jižní straně.
Na počátku 16. století byla k rotundě na její západní straně přistavěna obdélná loď dlouhá 23,6 metru a široká 9,6 metru. Zároveň vznikla nová sakristie, která nahradila starší, gotickou. Podlaha v rotundě byla zvýšena o 70 cm a pokryly ji keramické dlaždice. Rotunda plnila funkci kněžiště až do zrušení kostela.
Kostel svatého Jana Křtitele je poprvé doložen v letech 1278–1282, kdy zde byl za hladomoru založen jeden ze čtyř hromadných hrobů. Jako farní je kostel připomínán až v roce 1363, kdy byl prvním doloženým knězem Jan. Ve stejném roce zemřel a nahradil jej Mauricius z Libně. Kolem přelomu 14. a 15. století kostel zchudl a zpustl. Roku 1546 jej získali utrakvisté, kteří jej rozšířili. Podnět k této stavební úpravě dala královna Anna. Roku 1626 osadníci z Obory požádali o pomoc s obnovou kostela a po dvou letech město tuto obnovu zahájilo. Podací právo ke kostelu bylo vykonáváno jménem českých královen proboštem pražské kapituly, zbylá část osady Obora patřila Strahovskému klášteru.
Fara zanikla v době třicetileté války. Kostel tak již nebyl farní a po připojení Obory k Malé Straně roku 1656 se stal filiálním ke kostelu svatého Václava. Měl sedm oltářů, novou výmalbu a doplněno zařízení. U kostela býval hřbitov, kde byli pohřbíváni zejména italští umělci. Pohřben zde byl také Jan Blažej Santini-Aichel nebo rytec Aegidius Sadeler.

### Zrušení kostela
Kostel byl za josefínských reforem roku 1784 zrušen a dva roky poté uzavřen. Roku 1791 bylo komisí rozhodnuto stavbu prodat, hřbitov zrušit a nalezené ostatky pietně pohřbít jinde. Cena byla odhadnuta na 515 zlatých, při dražbě se zvýšila na dvojnásobek. Kostel koupil Josef Peznach, který podle podmínek dražby odevzdal mobiliář a obrazy, dokoupil roku 1794 ještě další pozemky a přestavěl kostel na obytný dům s ponecháním vnějších konstrukcí.
Roku 1820 koupil budovu pražský stavitel K. Pollak a dům na západní straně rozšířil. Roku 1924 zde byly postaveny garáže a roku 1931 ve dvoře atelier. Drobné úpravy z let 1932 a 1935 místo nezměnily.

### Dochovalo se
Kamenný bosovaný portál v ohradní zdi pochází ze 17. století. Dvůr je pozůstatek části bývalého hřbitova. V jižní části domu je patrná dispozice někdejšího kostela. Podzemní sklepy se nacházejí v místě krypty kostela, která procházela pod celou šíří lodi a byla zaklenuta renesanční cihelnou plně valenou klenbou. Ta byla porušena při barokní úpravě dodatečně vloženými pilíři. Ve vrcholu klenby se dochoval zazděný spouštěcí otvor. V úrovni někdejší podlahy kostela se nacházejí polosuterénní místnosti domu, v některých částech domu jsou patrné stlačené valené klenby s pětibokými výsečemi. Na půdě se dochoval západní trojúhelný štít kostela, který lemovala římsa s renesančním zubořezem. Tento štít byl členěn liseny. Památkou na kostel svatého Jana Křtitele je i místní název Jánský vršek. V letech 1996–2005 zde byl proveden archeologický výzkum.

## Okolí kostela
Východně od kostela stála "kaple svatého Matěje s věží" a radnice osady Obora na místě domu čp. 323/III, na rohu ulic Jánský vršek a Šporkova. Kaple postavená roku 1546 z iniciativy královny Anny stála na hřbitově u jeho východní zdi. Měla dva oltáře: hlavní oltář svatého Matěje a oltář Nanebevzetí Panny Marie a svatého Václava, který dal zřídit roku 1643 malostranský radní Severin Landšadl. U hlavního oltáře byly zavěšeny čtyři čalouny s tkanými obrazy. Obraz hlavy svatého Jana Křitele na míse měl nápis: „Obec sv.-Janská pod Petřínem r. 1593.“ V kapli byli pohřbeni lékař císaře Rudolfa II. Mořic Stromen z Ebernavy, rodem z Augšpurku (rok 1588), malíř a stavitel Josef Heinz z Basileje (rok 1609) a registrátor komory Šimon Luk z Bohuslavic (rok 1606). Ve věži visely dva větší zvony a jeden malý.
Kaple byla zároveň s kostelem svatého Jana Křtitele a se hřbitovem roku 1784 zrušena, prodána a později zbořena. Její zvony byly roku 1786 přeneseny do nově otevřeného chrámu Panny Marie ustavičné pomoci bývalých Theatinů.